# 瘋狂世界
「瘋狂世界」（ふうきょうせかい、ファンクアン シイジエ、簡体字中国語: 疯狂世界、拼音: Fēngkuáng shìjiè）は、中国の楽曲。1943年に周璇が歌唱した。

## 概要
中国標準語（普通話）による内容である。日本語題では「世界はクレイジー」、英題は “A Mad World” もしくは “Don't Forget Our Love Please” との翻訳表記がなされている。
作詞は李雋青、作曲は黎錦光が “李七牛” の筆名で手掛けている。周璇が創唱・録音し、発表の同年に本作のソング・クリップが映画『漁家女《漁師の娘》』のワンシーンとして制作された。

## 内容・背景
本作の内容は、愛について妄想している精神病に罹患した女性に関するものである。そもそも “瘋狂” とは “精神に異常を来していること” と云う意味である。
親しみやすいメロディを持つポップ・ソングで、ジャズ的な色彩濃いリズミカルでモダンなアレンジが展開される曲調となっている。
〝鳥は力の限り唄い、花は想いのまま咲き誇る。小鳥はどうして唄うのかしら？花はどうして咲くのかしら？とても奇妙ね、
　恋や愛とは何なのかしら？今後は唄うことも、咲くことも許さない。この世界はクレイジー、私には必要のないもの、この世界はクレイジー〟
大まかに上記の詞作内容が唄われており、1番のサビを2番で繰り返す構成が取られている。正気を失くした主人公が見た狂気の世界が唄われる。
映画『漁家女』の概要は「純朴で素直な娘が身分違いの恋をし結婚するも、結局は男に捨てられ発狂する」という悲恋を描いた〈（当時の）現代社会劇〉であり「不平等な社会の暗黒的な現実を訴える」作品である。また周璇とは3作品の映画で共演してきた顧也魯が後に彼女を回顧し『漁家女』とは “当時中国に侵略し、中国人の土地を奪い生活を脅かしてきた日本への批判を込めた映画” であり、監督の卜萬蒼、周璇らがその意図のもとに制作したことを明らかにしている。こうした背景と顧也魯の証言の内容によって、本作世界に籠められた真意が窺い知れる。

## 備考
JASRACに於いては2018年現在、外国作品／出典：PJ (サブ出版者作品届)   ／作品コード：0E7-3862-8 FENG KUANG SHI JIE // YU JIA NU として登録。「アーティスト」として登録されているのは周璇のみである。
作詞は李雋青（LEE TSIN CHIN）、作曲は李七牛（LI QI NIU）とされており、詞に関してはPD状態（消滅）となっている。
訳詞者が登録されており、CHUNG CHI WING（演奏M / 演:CASH 録:NS）と SOO YUNG（無信託 / 演録:NS）の2名が掲載されている。
本作の出版者は、EMI MUSIC PUBLISHING HONG KONG。日本におけるサブ出版はイーエムアイ音楽出版株式会社 ソニー事業部である。